# サリー・メンケ
サリー・メンケ（Sally Menke, 1953年12月17日 - 2010年9月27日）は、アメリカ合衆国の編集技師。クエンティン・タランティーノ監督の全ての作品にクレジットされていることで知られる。アメリカ映画編集者協会のメンバーに選ばれている。

## 略歴
私生活では2人の子供に恵まれた。
2010年9月27日に急死。28日午前2時にロサンゼルスのグリフィス公園で死亡しているのを発見された。死後数時間経っており、27日はロサンゼルスで45度の歴史的猛暑を記録した日であることから、地元警察によればそのことが死因と関係していると推測しており、遺体は谷底で発見されたが事件性などは見られず、また飛び降りたとも考えにくく、異常な暑さによるものが大きいと見られている。メンケはその日の朝に犬の散歩をしに出かけたきり行方不明だった。

## フィルモグラフィ
- Teenage Mutant Ninja Turtles (1990)
- The Search for Signs of Intelligent Life in the Universe (1991)
- レザボア・ドッグス Reservoir Dogs (1992)
- パルプ・フィクション Pulp Fiction (1994)
- フォー・ルームス Four Rooms (1995) - 「ペントハウス ハリウッドから来た男」
- 狼たちの街 Mulholland Falls (1996)
- ナイトウォッチ Nightwatch (1997)
- ジャッキー・ブラウン Jackie Brown (1997)
- すべての美しい馬 All the Pretty Horses (2000)
- キル・ビル Vol.1 Kill Bill: Vol 1 (2003)
- キル・ビル Vol.2 Kill Bill: Vol. 2 (2004)
- グラインドハウス Grindhouse (2007) - 「デス・プルーフ」
- イングロリアス・バスターズ Inglourious Basterds (2009)
- Peacock (2010)

## 賞歴

### ノミネートのみ
- 第67回アカデミー賞編集賞 - 『パルプ・フィクション』
- アメリカ映画編集者協会賞長編映画編集賞 - 『パルプ・フィクション』
- 英国アカデミー賞編集賞 - 『パルプ・フィクション』
- 英国アカデミー賞編集賞 - 『キル・ビル Vol.1』
- アメリカ映画編集者協会賞長編映画編集賞（ドラマ部門） - 『キル・ビル Vol.2』
- オンライン映画批評家協会賞編集賞 - 『キル・ビル Vol.2』
- 第82回アカデミー賞編集賞 - 『イングロリアス・バスターズ』
- 第63回英国アカデミー賞編集賞 - 『イングロリアス・バスターズ』
- 第15回放送映画批評家協会賞編集賞 - 『イングロリアス・バスターズ』

### 受賞
- サンディエゴ映画批評家協会賞編集賞 - 『キル・ビル Vol.1』
- ラスベガス映画批評家協会シエラ賞編集賞 - 『キル・ビル Vol.2』